# Fontaine-en-Bray
Fontaine-en-Bray település Franciaországban, Seine-Maritime megyében. Lakosainak száma 167 fő (2022. január 1.). Fontaine-en-Bray Saint-Saire, Bradiancourt, Massy, Neuville-Ferrières és Sainte-Geneviève községekkel határos.

## Népesség
A település népességének változása:
| Lakosok száma | 169  | 176  | 180  | 176  | 175  | 173  | 172  | 168  | 167  |
|               | 2013 | 2015 | 2016 | 2017 | 2018 | 2019 | 2020 | 2021 | 2022 |